# Auchenisa callipona
Auchenisa callipona är en fjärilsart som beskrevs av George Thomas Bethune-Baker 1911. Auchenisa callipona ingår i släktet Auchenisa och familjen nattflyn. Inga underarter finns listade i Catalogue of Life.